# Aegidienberger
El cavall Aegidienberger és un petit cavall d'equitació d'Alemanya. Com el cavall Islandès, pot moure's al pas anomenat tölt d'una forma natural. Va ser desenvolupat a Aegidienberg (un districte de Bad Honnef) i reconegut com a raça per primera vegada el 1994.
El Aegidienberger és un encreuament entre el Paso Peruà i el cavall Islandès, la raça es va crear per produir un cavall que fos més gran que l'Islandès, però encara prou petit i fort per travessar terrenys difícils. Típicament tenen una mida d'entre 13 i 15 pams d'alçària. Tots els colors són permesos per aquesta raça.
Mai no hi ha hagut més de 100 membres d'aquesta raça a la vegada, i els "números de raça" han decaigut des de la introducció del "stud book".

## Mètode de cria
La primera generació, la generació F1, va néixer en creuar un semental pur Paso Peruà amb una euga pura de raça islandesa. La generació F1 es va creuar amb un cavall Islandès pur, donant com a resultat la generació R1. Finalment les generacions F1 i R1 es van creuar i va néixer el modern Aegidienberge: un creuament 5/8 entre Cavall Islandès i Paso Peruà, amb 5/8 de sang Islandès i 3/8 de sang Paso Peruà.